# Shigeharu Ueki
Shigeharu Ueki (植木 繁晴, Ueki Shigeharu) (Kawasaki, 13 september 1954 – Maebashi, 11 april 2024) was een Japans voetballer die als aanvaller speelde.

## Clubcarrière
In 1973 ging Ueki naar de Nihon University, waar hij in het schoolteam voetbalde. Nadat hij in 1977 afstudeerde, ging Ueki spelen voor Fujita Industries. Met deze club werd hij in 1977, 1979 en 1981 kampioen van Japan. Ueki veroverde er in 1977 en 1979 de Beker van de keizer. In 11 jaar speelde hij er 144 competitiewedstrijden en scoorde 16 goals. Ueki beëindigde zijn spelersloopbaan in 1988.

## Japans voetbalelftal
Shigeharu Ueki debuteerde in 1979 in het Japans nationaal elftal en speelde 1 interland.
Ueki overleed op 11 april 2024 op 69-jarige leeftijd.

## Statistieken
| Japans voetbalelftal | Japans voetbalelftal | Japans voetbalelftal |
| Jaar                 | Wed.                 | Dlp.                 |
| -------------------- | -------------------- | -------------------- |
| 1979                 | 1                    | 0                    |
| Totaal               | 1                    | 0                    |